# Margomulyo (Watulimo)
Margomulyo is een bestuurslaag in het regentschap Trenggalek van de provincie Oost-Java, Indonesië. Margomulyo telt 5497 inwoners (volkstelling 2010).